# Kloster Kaymaklı

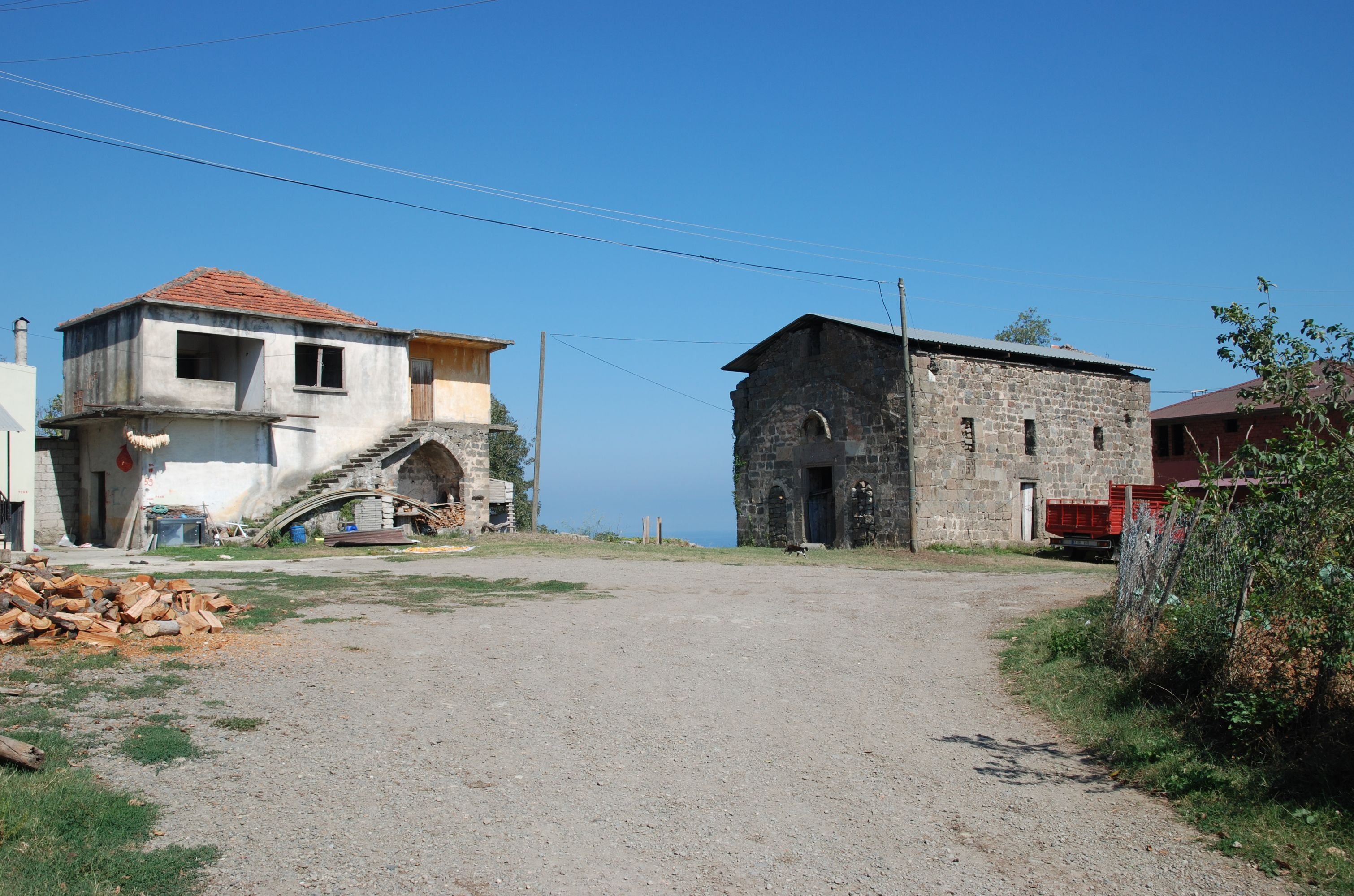
Klosterkirche von Südwesten, links unter dem modernen Gebäude der verbliebene Rest des Glockenturms

Kloster Kaymaklı (armenisch Ամենափրկիչ Վանք Amenaprgič Vank, türkisch Kaymaklı Manastır, Amenapırgiç Manastırı) ist ein als Ruine erhaltenes armenisches Kloster in der türkischen Hafenstadt Trabzon (früher Trapezunt) am Schwarzen Meer. Das Anfang des 15. Jahrhunderts gegründete Kloster war während des Osmanischen Reiches bis zu seiner Schließung 1915 das religiöse Zentrum der armenischen Gemeinde der Stadt.

## Lage
Das Kloster Kaymaklı liegt im Stadtteil Çukurayır am Rand eines ausgedehnten Neubauviertels mit hohen Wohnblocks in den Hügeln oberhalb der Küstenautobahn (E 70), drei Kilometer südöstlich des Stadtzentrums. Vom zentralen Platz Atatürk Alanı windet sich die Ausfallstraße (Taksim Caddesi) Richtung Erzurum in Serpentinen nach Süden auf den Hausberg Boztepe und später nach Osten bis Çukurayır, eine kürzere Verbindung verläuft am Aussichtspunkt und Park des Boztepe vorbei. Vom Geschäftszentrum in Çukurayır führt die Straße einen weiteren Kilometer ostwärts bis in ein Gebiet mit Bauernhäusern zwischen Haselnussbäumchen. 100 Meter nach der Mısırılı Cami (neue Moschee, Ende 2012 im Rohbau fertiggestellt) zweigt eine kleine Asphaltstraße steil nach Norden zur Küste hinunter ab und erreicht nach gut einem halben Kilometer den Ort am Steilhang über einem Taleinschnitt.
Die mit 243 Metern höchste Erhebung im Stadtgebiet heißt auf Türkisch schlicht Boztepe („grauer Hügel“). Ihr älterer Name Minthrion-Berg verweist auf den Mithraskult, dem hier in römischer Zeit an einem Tempel gehuldigt wurde. Im 3. Jahrhundert soll der christliche Märtyrer Sankt Eugenios die Statue des Gottes Mithras umgestürzt haben, die nach der Überlieferung an der Stelle des späteren, bis Anfang des 20. Jahrhunderts existierenden griechischen Klosters Panaghia Theoskepastos aufgestellt war. Zwischen der Stadtmitte und Kaymaklı befanden sich die byzantinischen Sabas-Höhlenkirchen, von denen Reste aus dem 13. Jahrhundert und späterer Zeit erhalten, die aber unzugänglich sind.
Die religiösen Kultorte am Minthrion-Berg lagen abgeschieden und weit außerhalb der ummauerten Wohnstadt, die von der Antike bis in mittelbyzantinische Zeit auf ein relativ kleines Gebiet im Westen beschränkt blieb. In der Küstenebene, vermutlich im östlichen Bereich der Stadt, stand eine weitere armenische Kirche. Sie war der Muttergottes (armenisch Astvatsatsin) geweiht und datiert nach der älteren der beiden bekannten Inschriften in das Jahr 1414. Die bis 1915 erhaltene Kirche ist heute spurlos verschwunden. Zwei Kilometer nördlich von Kaymaklı lag an der Küste die Anfang des 13. Jahrhunderts von genuesischen Händlern gegründete Siedlung Daphnous. So lautete auch ein anderer Name des antiken Flusses Pyxites, dessen Verlauf eine Handelsroute nach Süden über das Pontische Gebirge folgte. Der auf Türkisch Değirmendere genannte, im Frühjahr wasserreiche Fluss führt Sedimente (Alluvium) mit sich, die bis vor den Hafeneingang geschwemmt werden.

## Geschichte

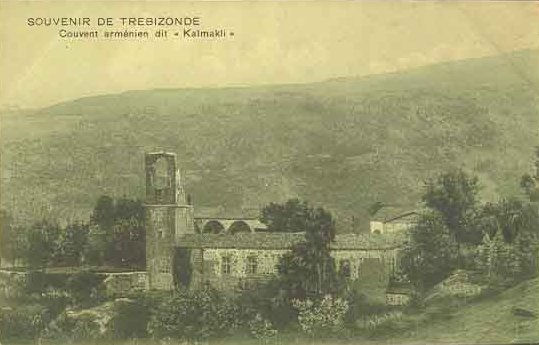
Ansicht von Norden. Historische Postkarte, vor 1913

Es gibt die Geschichte von einem Treffen des armenischen Katholikos Peter I. Guetadarts (1019–1058) und dem byzantinischen Kaiser Basileios II. (reg. 976–1025), der 1022/23 in Trapezunt sein Winterquartier bezogen hatte. Die früheste Quelle hierfür ist der armenische Historiker Aristakes Lastivert († 1071). Er beschreibt, wie der Kaiser den Katholikos zu einer Epiphaniefeier eingeladen hatte, bei welcher der armenische Geistliche die Anwesenden überraschte, als er geheiligtes Öl auf eine Wasseroberfläche goss und so ein großes Feuer verursachte. In einer späteren Version wird die Szene vom Süden der Region Chaldia nach Trapezunt verlagert, wo Peter wundersamerweise das Wasser eines Flusses mit einem Heiligen Kreuz aufgehalten haben soll. In der ursprünglichen Fassung ist nicht von einem Kloster oder von einem Geschenk Basileios an Peter die Rede, gemäß einer späteren Ausschmückung trafen sich die beiden Männer im Kloster Kaymaklı und der Kaiser schenkte dem Kloster Land in der Umgebung bis nach Daphnous.
Am Ort von Kaymaklı befand sich zuvor ein griechisches Kloster, dessen Gebäudereste die Armenier teilweise in ihre Neugründung übernahmen. Möglicherweise überließ ihnen der trapezuntische Kaiser Alexios IV. (reg. 1417–1429) das frühere Kloster, denn sein Name wird in zwei armenischen Inschriften aus der Stadt erwähnt. Beim Einfall der Mongolen Mitte des 13. Jahrhunderts in Kleinasien flohen viele Armenier aus der ehemaligen armenischen Hauptstadt Ani in das Kaiserreich Trapezunt. Ab dem 14. Jahrhundert war Trapezunt ein Sitz armenisch-apostolischer Bischöfe. Ein Kloster im 11. Jahrhundert, wie in der genannten Überlieferung suggeriert, kann nicht nachgewiesen werden. Als Klostergründer nimmt der armenische Reisende Minas Bzhshkean den 1421–1424 tätigen Hodja Stepanos Shemsedli (Khoja Stepanos Shemsedin) an, ein bedeutender lokaler Schutzpatron. Um diese Zeit war Ani bereits vollständig verlassen, vermutlich hielten sich zahlreiche armenische Flüchtlinge in Trapezunt auf. 1400 hatten die Osmanen die Stadt Sebasteia (Sivas) mit einem hohen armenischen Bevölkerungsanteil an Timur verloren. Die Armenier waren von Sebasteia auf ihrem Weg nach Aminsos (Samsun) in Trapezunt hängengeblieben. Nach dem Reisebericht des spanischen Diplomaten Clavijo von 1404 waren sie dort nicht sonderlich willkommen. Einige Armenier reisten weiter auf die Halbinsel Krim, 1414 drängten 80 Familien aus Sebasteia in Trapezunt auf ihre Aus- und Weiterreise nach Kreta. 1429 und 1431 kamen weitere Armenier in die Stadt. Diese Umstände scheinen ursächlich für die Erweiterung der armenischen Kirchen in der Stadt und die Gründung von Kaymaklı 1421 gewesen zu sein.
Der armenische Name Amenaprgič Vank bedeutet „Kloster Aller Heiliger“. Chrysanthos Philippides, von 1913 bis 1923 griechischer Metropolit in Trapezunt, erwähnt das Kloster nicht, dessen armenischer Name ist auch den meisten späteren Gelehrten unbekannt. Die Geschichte des Klosters basiert weitgehend auf den Inschriften, die Bzhshkean 1819 publizierte. Demnach gibt es zwei wesentliche Inschriften, deren erste aus dem Kirchengebäude mit dem Datum 1423/24 einen Hodja Stepanos Shemsedli erwähnt, der die Kirche für seine Nachkommen und seine Frau Melik Hatun erbaut habe. Die zweite Inschrift mit der zunächst entzifferten armenischen Jahreszahl 1071 (entspricht 1622 n. Chr.) fand sich über dem Türsturz der kleinen Kapelle im Südosten, sie wurde erstmals vom britischen Kunsthistoriker Talbot Rice 1929 publiziert. Rice setzte für die Kapelle das Datum 1622 an, nach neuerer Lesart enthält die Inschrift jedoch die armenische Jahreszahl 871, also 1421 n. Chr. Die Kapelle entstand folglich zeitgleich mit der Hauptkirche.

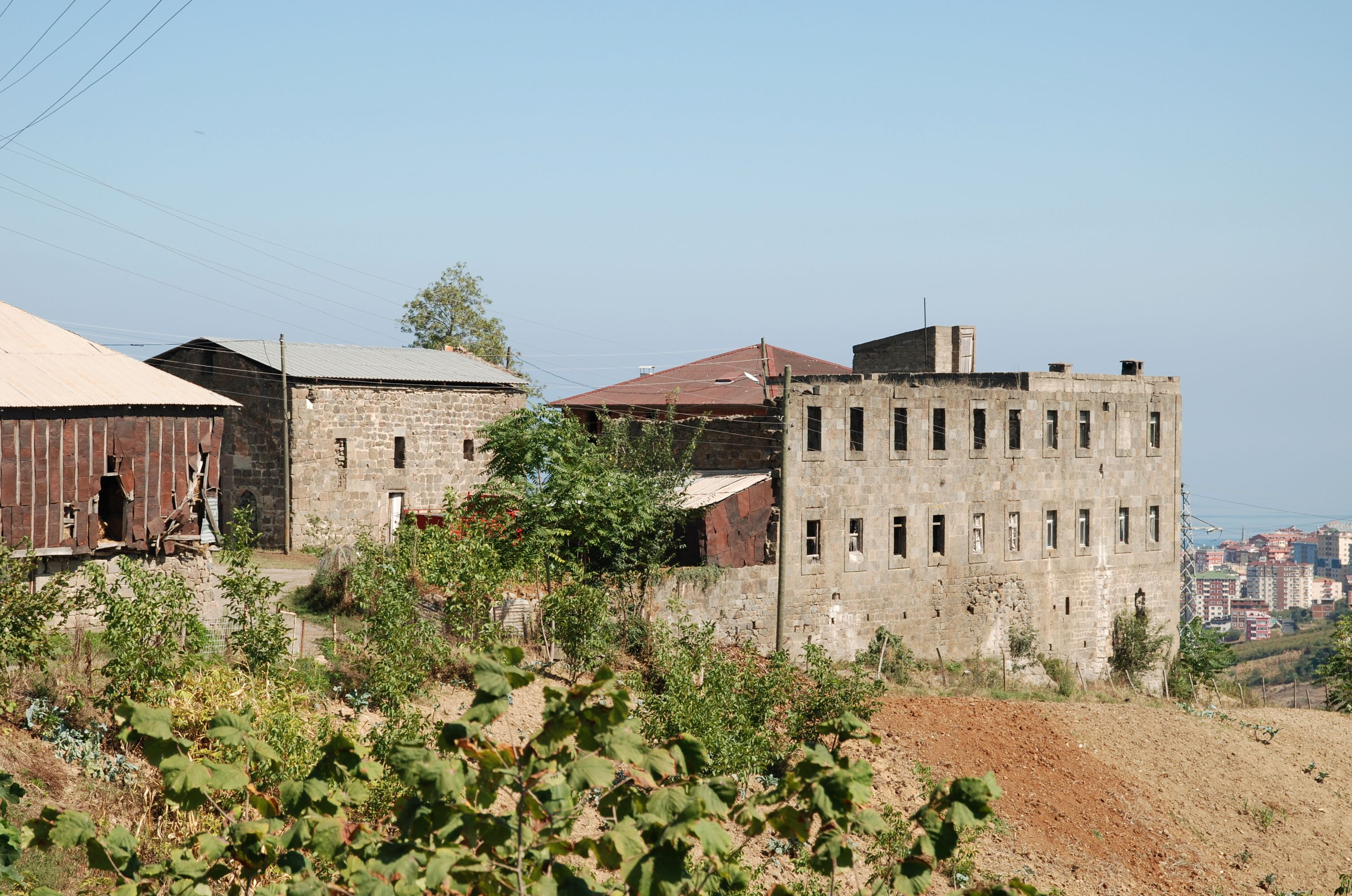
Ruine des Klostergebäudes aus dem 19. Jahrhundert von Südwesten. Im Hintergrund links die Hauptkirche

Eine weitere Inschrift bezieht sich auf ein großes Klostergebäude im Süden. Zusammen mit der Jahreszahl 1138 (entspricht 1688 n. Chr.) werden darin die Stifter Surat Hatun, Hodjikin und Masya Hatun aufgelistet.
Im 16. Jahrhundert wurde das Kloster nach vorhergehenden Zerstörungen restauriert und entwickelte sich zu einem Produktionszentrum armenischer Handschriften. Eine undatierte Inschrift an einem heute verschwundenen Brunnen vor der Kirche gab als Erbauer einen gewissen Voskeuch Garabed an. Der Brunnen scheint eine Pilgerstätte gewesen zu sein, sein Name „Milchbrunnen“ erinnerte an den Besuch des osmanischen Sultans Murad III. (reg. 1574–1594) im Kloster. Er soll eine Mahlzeit erhalten haben, die nur aus Milchprodukten bestand und eine rechtliche Existenzgarantie für das Kloster mit seinen Ländereien abgegeben haben. Aus dem bisherigen Namen Yeşil Manastır („grünes Kloster“) wurde fortan Kaymaklı Manastır („Sahnekloster“).
Das große Klostergebäude im Süden stammt in seinen heute erhaltenen Resten aus dem 19. Jahrhundert. Im Oktober 1895 kam es, wie in einigen anderen Städten im Osten der Türkei zu Übergriffen von osmanischen Militärs und der muslimischen Bevölkerung gegen Armenier, bei denen im Gebiet von Trabzon etwa 1100 Armenier ums Leben kamen. Bis 1915 diente das Kloster als Sitz der Diözese Trapezunt des Armenischen Patriarchats von Konstantinopel. Zu dieser Zeit bestand die armenische Gemeinde im städtischen Distrikt aus etwa 30.000 Mitgliedern. Mitte 1915 begannen die Angriffe und Massaker an der armenischen Bevölkerung, an deren Organisation auch führende Mitglieder der Stadtverwaltung von Trabzon beteiligt waren. Das Kloster Kaymaklı wurde geschlossen. Seine letzte Funktion war die eines Transitlagers für Armenier, die nach Syrien deportiert wurden.
Als Talbot Rice 1929 Kaymaklı besuchte, fand er die Holzkonstruktion des Kirchendaches eingestürzt und die Wandmalereien dem Regen ausgesetzt. Um für das landwirtschaftliche Gehöft, das sich bis heute auf dem ehemaligen Klostergelände eingerichtet hat, als Heuschober verwendbar zu sein, wurde 1961 das Dachgebälk erneuert. Das Kirchendach ist heute mit Wellblech provisorisch eingedeckt. Mitte 20. Jahrhundert verschwand der Glockenturm.

## Architektur

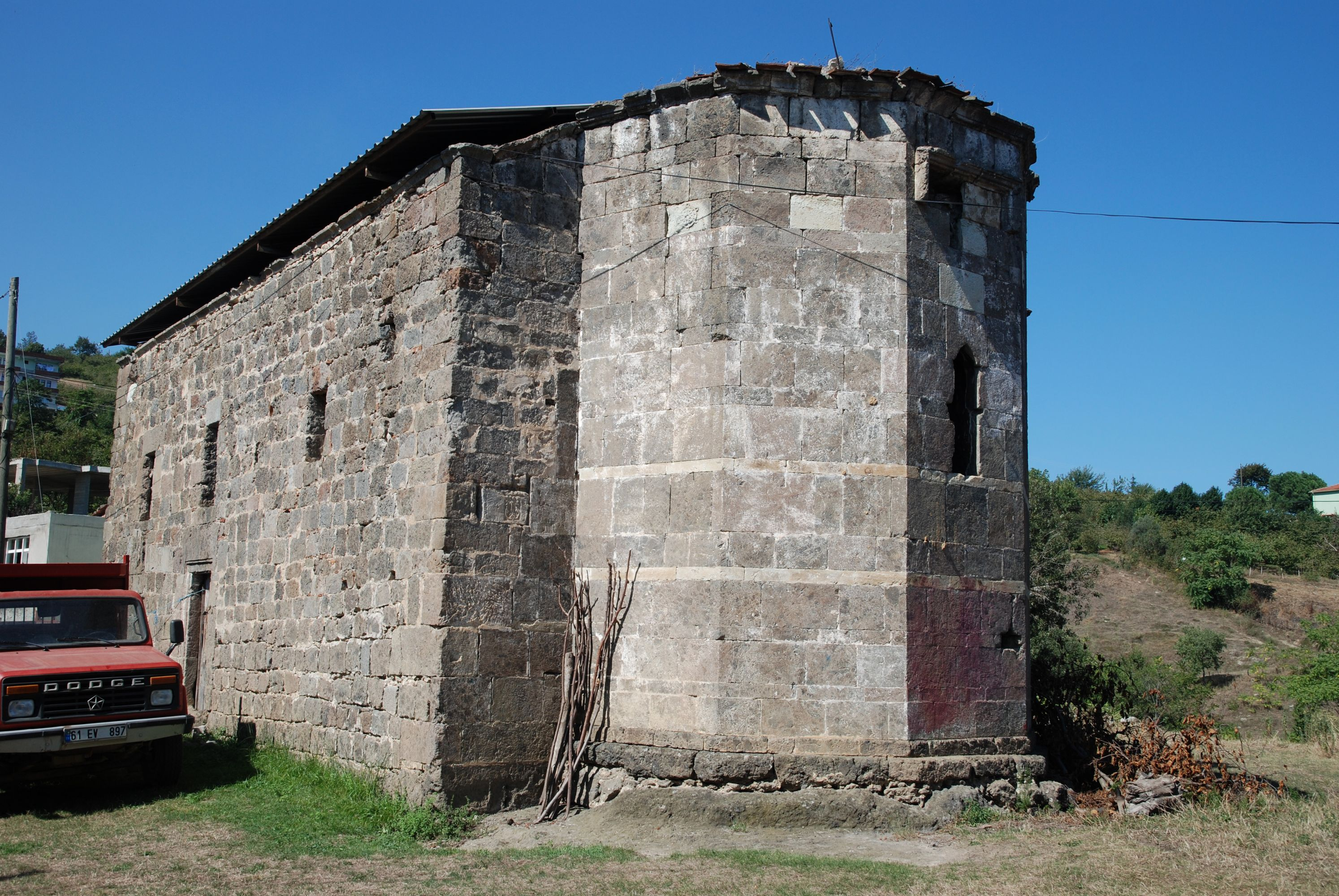
Kirchenschiff mit der Apsis des griechischen Vorgängerbaus von Südosten

Das ehemalige Klostergelände besteht aus einer, durch eine bis zu vier Meter hohe Außenmauer gesicherten Terrasse, die etwa 30 × 45 Meter misst. An der nördlichen Längsseite und an der Ostseite bricht das Gelände steil ab. Zur zentralen Hauptkirche gesellen sich in der Südostecke eine kleine Kapelle, die heute dicht neben einem modernen Wohngebäude steht. Dieses ist an die Ruine eines langgestreckten zweigeschossigen Klosternebengebäude aus dem 19. Jahrhundert angebaut, das in seinem noch nutzbaren Teil der auf dem Gelände lebenden Bauernfamilie als Lagerraum dient.
Der untere Teil des ehemaligen Glockenturms nordwestlich der Kirche wurde vermutlich in den 1990er Jahren von einem Wohnhaus überbaut, das sich bereits im Stadium des Zerfalls befindet. Einige Fenster der Kirche und die seitlichen Eingänge an der Westwand sind mit Steinschichtungen verschlossen, die beiden Haupteingänge sind mit Brettertüren verbarrikadiert. Die Kirche ist innen weitgehend leergeräumt. Darüberhinausgehende Maßnahmen zur Substanzerhaltung oder zur Präsentation der Anlage für Besucher gibt es keine.

### Hauptkirche
Die Kirche besteht aus einem schlichten Rechteck, aus dessen Ostwand eine außen pentagonale, innen halbkreisförmige Apsis herausragt. Vor der Westwand war ursprünglich ein heute fehlender Schamatun angebaut (Vorhalle bei armenischen Kirchen, entspricht einem Narthex), davor dürfte sich der „Milchbrunnen“ befunden haben. Der Schamatun war eine spätere Hinzufügung aus dem 15. oder 17. Jahrhundert. Sein Wandanschluss am Hauptgebäude ist erkennbar, 1958 waren noch Reste des Fundaments vorhanden. Der einschiffige Kirchenraum war von einem Tonnengewölbe überdeckt. Eine rechteckige Tür in der Mitte der Westwand wird von zwei kleineren Eingängen mit Rundbögen flankiert, ein weiterer Zugang befindet sich in der Südwand.

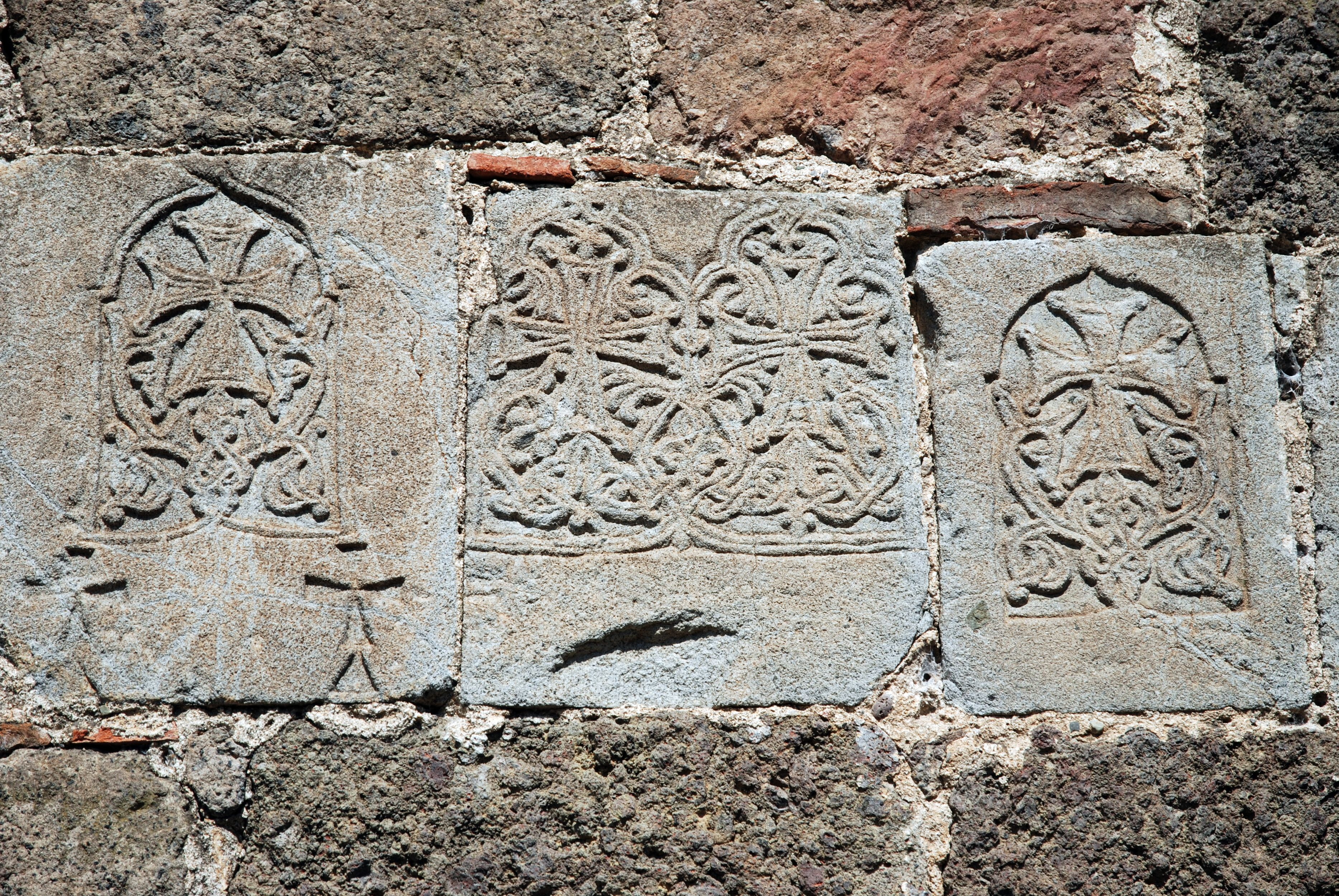
Chatschkar-Steine in der Südwand der Kirche

Der älteste, sehr wahrscheinlich vom griechischen Vorgängerbau (aus dem 13. oder 14. Jahrhundert) stammende Teil ist die Apsis. Ihre sorgfältig geglätteten Steinquader sind in abwechselnd schmalen und breiten Lagen geschichtet. Die Apsis entspricht stilistisch den übrigen bekannten griechischen Kirchen der Stadt, unterscheidet sich jedoch von armenischen Gestaltungsformen. Für eine horizontale Gliederung sorgen zwei gelbliche schmale Steinbänder, die sich vom mittelgrauen Mauerwerk abheben. Jede der fünf Wandflächen ist im oberen Bereich durch einen Quader derselben hellen Farbe dekoriert. Die handwerkliche Qualität der Apsis übertrifft bei weitem alle sonstigen Gebäudemauern des Klosters. Sie ist vergleichbar mit der ebenfalls fünfeckigen Hauptapsis der Hagia Sophia in Trapezunt, beide sind an der Außenseite etwa 6,8 Meter breit. Einige Chatschkars sind in der Südwand verbaut. Solche Reliefsteine, zu deren Ornamentik nach armenischer Tradition ein zentrales Kreuz gehört, finden sich üblicherweise an allen armenischen Klostergebäuden. Sie sind schwer zu datieren und könnten älter als die Kirchenwände sein.

### Nebengebäude

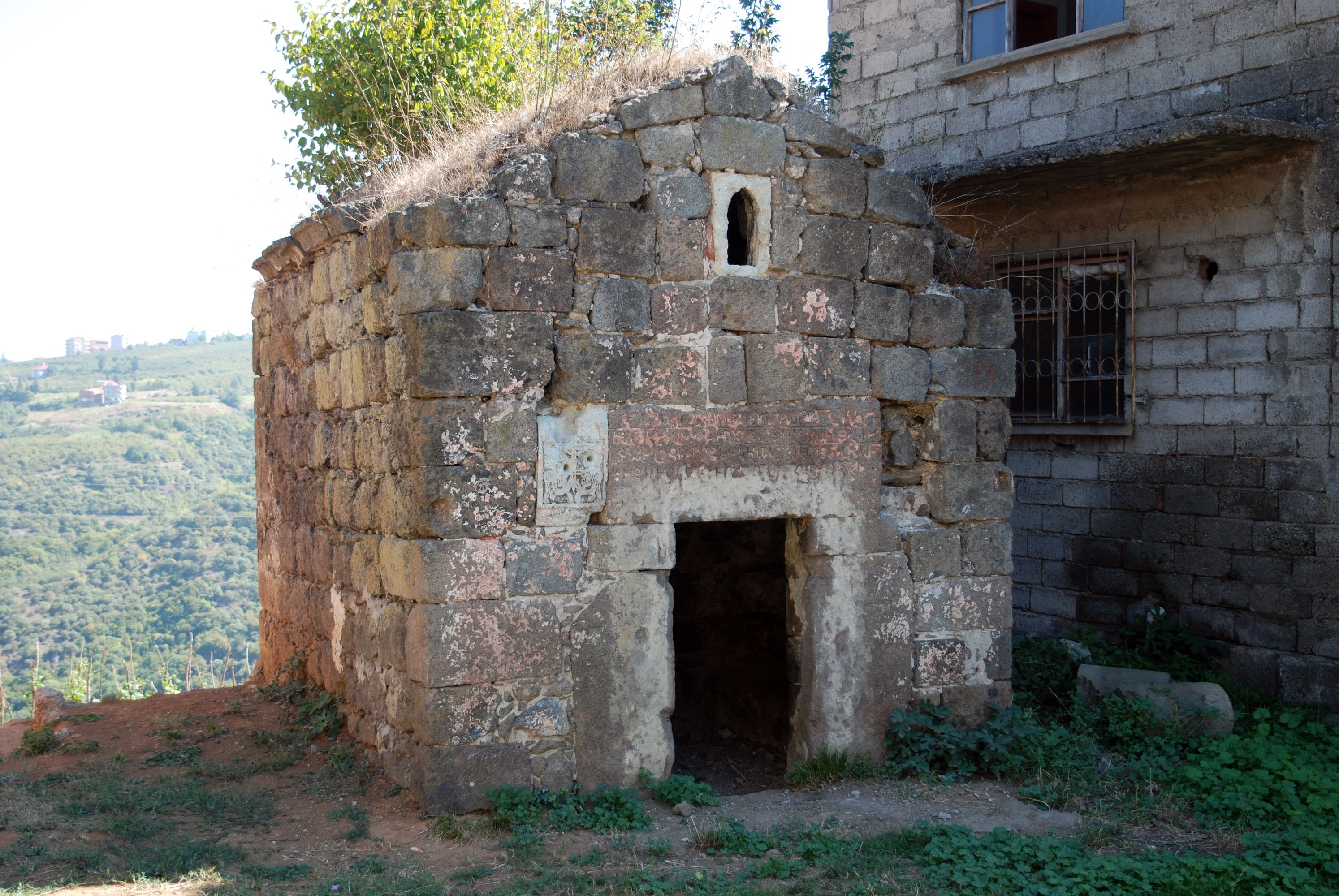
Kapelle von Westen

Die einräumige Kapelle mit Giebeldach besitzt eine innen halbrunde Apsis, ein kleines Fenster über dem Westeingang und eine halbrunde Öffnung in der Apsis. Die Innenmaße betragen 2,0 × 1,7 Meter. Die Wände bestehen aus grob gefügten Steinquadern, die in nur annähernd horizontalen Fugen aufgemauert sind. Der Türsturz trägt eine lange Inschrift. Die Dachplatten sind verschwunden, die Mörtelschicht des Daches blieb erhalten, ebenso einige vorkragende Traufsteine. Außen sind die Wände schmucklos bis auf einen zweitverwendeten Chatschkar-Stein. Eine armenische Inschrift über der Tür gibt das Jahr 1622 an.
Wie die Kapelle (1421) und die Hauptkirche (1424) wird der Glockenturm in die 1420er Jahre datiert. 1893 war er zur Hälfte abgegangen, heute ist nur noch sein Unterbau teilweise erhalten. Im ersten Obergeschoss befand sich eine Kapelle und darüber lag ein Raum mit einem großen Fenster. Er soll in seinem Bauplan dem 1427 datierten Glockenturm der Hagia Sophia in Trapezunt entsprochen haben.
Das große Mönchsgebäude an der Südseite, von dem die Südwand des 19., Jahrhunderts bis in zweigeschossige Höhe erhalten ist, besaß bis um 1960 an der Hofseite einen Portikus mit weiten Rundbögen und einen Säulengang im Obergeschoss. Außen bildete es einen Teil der Umfassungsmauer.

## Malerei

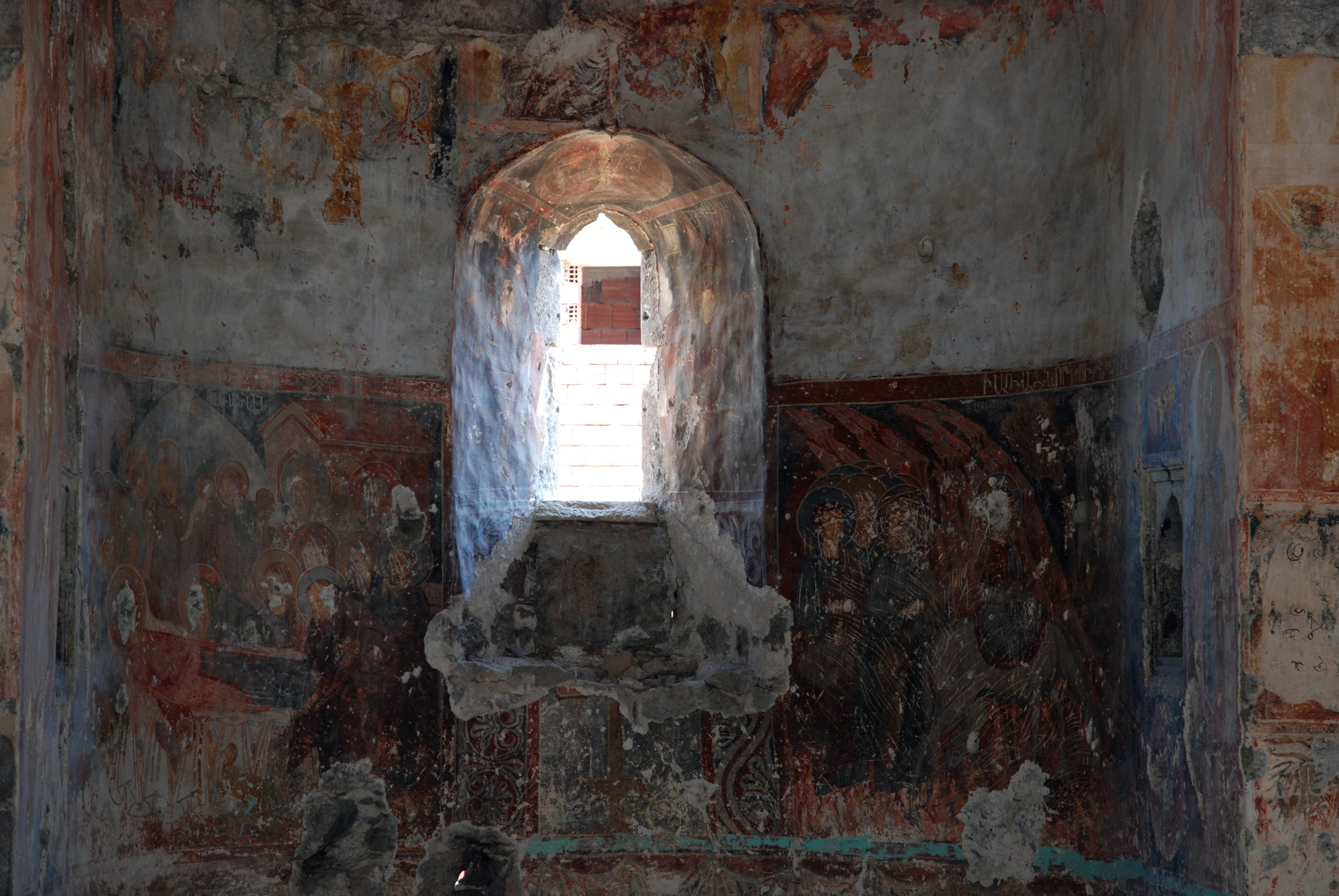
Malereireste in der Apsis

Teile der einst alle Wände der Hauptkirche bedeckenden Malerei sind an der Westwand, der angrenzenden Nordwand bis zum ersten Pilaster und in der Apsis erhalten. Sie haben zeitweilige Witterungseinflüsse und die Lagerung von Heu bis um die Jahrtausendwende relativ gut überstanden. Die Apsiswände sind mit zwei, möglicherweise drei Lagen von bemaltem Putz bedeckt, das Kirchenschiff besaß an der Südseite zwei, ansonsten eine Schicht Putz. Zur zeitlichen Einordnung der Malerei wird festgestellt, dass es den Armeniern unter osmanischer Herrschaft nicht möglich war, ihre Kirchengebäude zu restaurieren und sich aus dem 16. oder 17. Jahrhundert im Pontos keine datierbaren armenischen Kirchenmalereien finden. Die zu Beginn des 20. Jahrhunderts vorhandenen Malereien müssten nach dieser Vermutung aus dem 15. Jahrhundert stammen. Im 20. Jahrhundert waren noch Malereireste an der Außenseite der Westwand bis auf Höhe des abgegangenen Schamatun erkennbar. Bryer und Winfried datieren den nachträglich angebauten Schamatun früh in die Zeit zwischen 1424 (Einweihung des Kirchenschiffs) und 1461, die gesamte Malerei folglich kurz nach dessen Fertigstellung. 1424 waren die Malereien noch nicht vorhanden, da Talbot Rice an der Südwand eine Inschrift mit nicht mehr lesbarer Datierung erkannte, welche die Malereien nicht dem Stifter Hodja Stepanos Shemsedli, sondern einem gewissen Jacob zuschrieb, von dem jedoch keine Lebensdaten bekannt sind. Nach stilistischen Untersuchungen dürften die Malereien jünger sein.
An der Westseite innen ist das Jüngste Gericht in drei übereinanderliegenden Feldern dargestellt: im oberen Feld, zu beiden Seiten des Fensters, die Zwölf Apostel, die in zwei Reihen auf Holzstühlen mit hohen Lehnen Platz genommen haben. Anscheinend befand sich ursprünglich eine Christusfigur in der Mitte, die wohl bei einer Vergrößerung des Fensters verloren ging, sodass nur die beiden seitlichen Erzengel verblieben sind. 1979 waren vier der Apostel an der rechten (nördlichen) Seite des Fensters teilweise erhalten. Der erste dieser Gruppe wurde als Paulus, sein entsprechendes Gegenüber links vom Fenster als Petrus identifiziert.

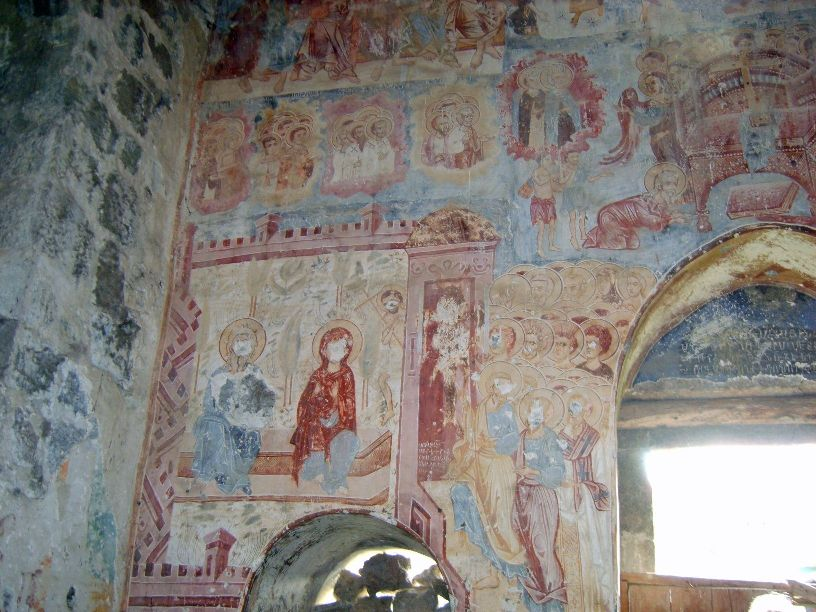
Linker oberer Teil der Westwand. Chor der Auserwählten in fünf Wolken, rechts daneben der Thron Christi

Im mittleren Feld der Westwand wird in der Hetoimasia genannten Szene der Thron Christi im Himmel bereitet. Zu sehen ist ein leerer, offensichtlich mit einem ursprünglich schwarzen, nun ausgebleichten Tuch bedeckter Stuhl, dahinter sind ein stehendes Kreuz und wohl ein Schirm auszumachen. Auf dem Thron liegt ein Evangeliar. Von einem weiteren Buch unter dem Thron fließt gemäß Dan 7,10  ein roter Strom von Feuer nach rechts unten bis knapp an den Bogen der nördlichen Seitentür. Zu beiden Seiten des Throns stehen niedergedrückt Adam und Eva. Zur Linken von Adam gesellen sich zwei in Tuniken gewandete Männer, rechts zeigt eine Figur mit Nimbus, die Christus darstellen könnte, mit dem rechten Arm nach oben in Richtung der beiden Erzengel. Mit seiner linken Hand stellt er die Verbindung zu einer Gruppe von sechs Figuren her. Links (südlich) des Throns versammelt sich der Chor der auserwählten Schar in fünf, von Wolken umringten Gruppen. Hier sollten einst in der Mitte Propheten und nach außen hin Apostel, Märtyrer und Heilige dargestellt gewesen sein. Knapp oberhalb des Stroms in der Nähe von Evas Fuß ist eine schwarze Raubkatze erkennbar und daneben ein weiteres kleineres Tier.
Das untere Feld gliedern die drei Eingänge. Links vom mittleren Eingang finden die Auserwählten den Weg ins Paradies, das durch dicht wachsende Bäume symbolisiert wird. Der Zugang dorthin führt durch ein schmales, überkuppeltes Gebäude mit einem hohen Torbogen. Rechts davon steht die Gruppe der Auserwählten. Als erster betritt Dismas, der mit Lendenschurz und einem Holzkreuz in der Hand daherkommt, das Paradies. Rechts der Mitteltür werden beim Weltgericht die Seelen gewogen. Einige Engel stehen auf der linken Seite, einer hält eine Waagschale. Zwei weitere hantieren mit Speeren, bei einem ist gerade noch erkennbar, wie er damit einen Teufel aufspießt, der sich von unten genähert hat.
Die Fresken der nördlichen Längswand stellen auf dem gesamten westlichen Drittel mit leidenschaftlicher Energie die Steinigung des Märtyrers Stephanus dar. Er kniet unten rechts, das Gesicht nach oben gewandt und die Hände zum Gebet beisammen. Seine Steine werfenden Ankläger füllen die Bìldmitte aus und drängen sich bedrohlich nach rechts, einer scheint mit dem Fuß nach dem Opfer zu treten. Die Berge im Hintergrund haben den Drang nach links oben und verstärken so die Dynamik des Geschehens. Ein schmächtiger Christus beugt sich über die obere rechte Ecke hinaus.
Im oberen Bereich des rechten Teils der Nordwand waren die Kreuzigung zu sehen, mit Maria und einer trauernden Gemeinde hinter Christus. Weiter rechts standen Maria Magdalena und eine männliche Figur. In der sich rechts anschließende Wiederauferstehungsszene trat Christus aus dem Grab heraus. Darunter befand sich wohl eine Figur des heiligen Gregor, der gemäß der Tradition um 300 n. Chr. das Christentum nach Armenien brachte.
Die auf etwas älter als in der Hauptkirche eingeschätzten Malereien in der Kapelle waren 1929 noch zum Teil erhalten, heute sind sie bis auf einen winzigen Rest verschwunden.